# Larté
Der Larté (französisch: Ruisseau de Larté) ist ein kleiner Fluss im Südwesten von Frankreich, der in den Départements Hautes-Pyrénées und Gers der Region Okzitanien südöstlich der Stadt Aire-sur-l’Adour in der historischen Provinz Gascogne verläuft.

## Geographie

### Verlauf
Der Larté entspringt unter dem Namen Lascors im Gemeindegebiet von Sauveterre, verläuft nach dem Quellbereich, in dem er nach Osten strebt, generell Richtung Nordnordwest, bleibt dabei immer in Sichtweite zum Fluss Arros, in den er nach insgesamt rund 17 Kilometern im Gemeindegebiet von Plaisance als linker Nebenfluss einmündet. 

### Orte am Fluss
(Reihenfolge in Fließrichtung)
- Théodore, Gemeinde Sauveterre
- Thérou, Gemeinde Saint-Justin
- Félican, Gemeinde Auriébat
- Catherine, Gemeinde Beaumarchés
- Laspalles, Gemeinde Saint-Aunix-Lengros
- Les Avenons, Gemeinde Plaisance